# Holbrook, Nebraska
Holbrook är en ort i Furnas County i delstaten Nebraska, USA.